# Heinrich Fritsch
Heinrich Fritsch, född 5 december 1844 i Halle an der Saale, död 12 maj 1915 i Bonn, var en tysk läkare.
Fritsch blev 1868 medicine doktor, 1882 professor i obstetrik i Breslau och 1893 professor i samma vetenskap i Bonn. Han utgav bland annat flera mycket använda läroböcker i sin vetenskap och var från 1877 även redaktör för tidskriften "Zentralblatt für Gynäkologie".